# 메이 휘티
메이 루이즈 휘티 여사(영어: Dame Mary Louise Whitty, DBE, 1865년 6월 19일 ~ 1948년 5월 29일)는 잉글랜드의 배우이다.

## 출연 작품
- 디스 타임 포 킵스 (1947)
- 그린 돌핀 스트리트 (1947)
- 더 화이트 클리프스 오브 도버 (1944)
- 가스등 (1944)
- 래시 집에 오다 (1943)
- 스테이지 도어 캔틴 (1943)
- 크래쉬 다이브 (1943)
- 언제나 영원히 (1943)
- 영원의 처녀 (1943)
- 퀴리 부인 (1943)
- 미니버 부인 (1942)
- 반드리카 초특급 (1938)
- 나이트 머스트 폴 (1937)
- 정복자 (1937)